# Patrick Van Antwerpen
 (mai 2009).
Si vous disposez d'ouvrages ou d'articles de référence ou si vous connaissez des sites web de qualité traitant du thème abordé ici, merci de compléter l'article en donnant les références utiles à sa vérifiabilité et en les liant à la section « Notes et références ».
Patrick Van Antwerpen est un cinéaste belge né le 17 mai 1944 à Ixelles (Bruxelles) et décédé dans cette commune le 3 décembre 1990.

## Biographie
Patrick Van Antwerpen a étudié à l'INSAS de 1963 à 1967. Puis, il a travaillé avec Boris Lehman. Il a aussi fait du montage pour survivre.
Son œuvre compte une dizaine de films.
En 1980, il tourne Un joli petit coin en décors naturels, dans le quartier Nord de Bruxelles alors en démolition. Le film, adapté d'un spectacle de pantomime, se présente sous la forme d'une suite de situations comiques et de gags entre deux clochards qui se rencontrent dans un terrain vague. 
En 1985, Patrick Van Antwerpen réalise Vivement ce soir.
Jean-Marie Buchet a joué trois fois la comédie pour Patrick Van Antwerpen (Le banc (1973), L'autobus (1974) et Vivement ce soir (1985)).

## Filmographie
- 1968 : Jules, Julien, Julienne
- 1970 : La baraque
- 1973 : Le banc
- 1974 : L'autobus
- 1978 : Lismonde
- 1979 : L'air du large
- 1980 : Un joli petit coin
- 1983 : Rue de l'arbre unique
- 1985 : Vivement ce soir
- 1988 : Le monde des Spocks
- 1990 : Jeux d'enfants
- Gilles Ehrmann photographe, inachevé en raison de la mort du cinéaste